# استفن کونگ
استفن کونگ (انگلیسی: Stefan Küng؛ زادهٔ ۱۶ نوامبر ۱۹۹۳) دوچرخه‌سوار اهل سوئیس است.
از باشگاه‌هایی که در آن بازی کرده‌است می‌توان به تیم بی‌ام‌سی اشاره کرد.
وی در مسابقات کشوری و بین‌المللی در مجموع برندهٔ ۴ مدال طلا، ۵ مدال نقره، ۱ مدال برنز شده‌است.